# ماري كورينا بوتنام جاكوبي
ماري كورينا بوتنام جاكوبي (بالإنجليزية: Mary Corinna Putnam Jacobi)‏ (31 أغسطس 1842 - 10 يونيو 1906) طبيبة معالجة أمريكية، ومعلمة، وعالمة، وكاتبة، ومطالبة لحق المرأة في الاقتراع. كانت أول امرأة تدرس الطب في جامعة باريس، ولديها حياة مهنية طويلة في ممارسة الطب، والتدريس، والكتابة، والدفاع عن حقوق المرأة وخاصة في التعليم الطبي. استخفت بالأدلة القولية والأساليب التقليدية، وطالبت بإجراء بحث علمي صارم عن كل سؤال من اليوم. كان دحضها العلمي للفكرة الشعبية القائلة إن الحيض جعل المرأة غير مناسبة للتعليم، مؤثرًا في الكفاح من أجل الفرص التعليمية للمرأة.

## النشأة
ولدت ماري كورينا بوتنام في 31 أغسطس عام 1842 في لندن في إنجلترا، وهي ابنة الأمريكيّين جورج بالمر بوتنام وفيكتورين هافن بوتنام، اللذين ينتميان في الأصل لمدينة نيويورك. كانت ماري الأكبر بين أحد عشر طفلاً. كانت العائلة في لندن وقت ميلاد ماري، إذ أنشأ والدها جورج مكتبًا فرعيًا لشركته للنشر وايلي وبوتنام في مدينة نيويورك.
انتقلت عائلة ماري في عام 1848 عندما كانت في سن السادسة، من لندن إلى نيويورك، حيث أمضت بقية طفولتها ومراهقتها. تلقّت ماري تعليمها في معظم سنواتها الأولى في المنزل من قبل والدتها فيكتورين، وذلك قبل أن تلتحق بمدرسة خاصة في يونكيرس. التحقت في وقت لاحق بمدرسة عامة للبنات في شارع 12 في مانهاتن، حيث تخرجت في عام 1859. درست اللغة اليونانية والعلوم والطب بشكل خاص مع إليزابيث بلاكويل وآخرين بعد أن تخرجت.
انخرطت في الكتابة في سن المراهقة، ونشرت قصصًا قصيرة في مجلة ذا أتلانتيك الشهرية مذ كان عمرها خمسة عشر عامًا، ومن ثم نشرت في نيويورك إيفينينغ بوست.

## روابط خارجية
- ماري كورينا بوتنام جاكوبي على موقع الموسوعة البريطانية (الإنجليزية)